# August Schaarschmidt
August Schaarschmidt (* 6. Oktober 1720 in Halle (Saale); † 24. April 1791 in Bützow) war ein deutscher Mediziner. Er war Professor an der Universität Bützow.

## Ausbildung, Studium und Beruf
Geboren in Halle als Sohn des Pastors Justus Samuel Schaarschmidt (1664–1724) besuchte August Schaarschmidt, der jüngere Brüder des Physiologen und Pathologen Samuel Schaarschmidt (1709–1748), bis 1738 das Joachimsthalsche Gymnasium in Berlin. Anschließend studierte Schaarschmidt ab 1738 an der Universität Halle, wo er im Jahre 1742 zum Dr. med. promoviert wurde. In der Folge war Schaarschmidt zunächst als Physikus in Rathenow tätig, legte diese Stelle aber nieder, um sich, insbesondere auf dem Gebiet der Anatomie, weiterzubilden. Dazu ging er nach Berlin, wo er wenig später eine Stelle als Arzt am Charité-Krankenhaus annahm und schließlich von 1750 bis 1760 eine Privatpraxis betrieb. In Berlin war Schaarschmidt auch Professor der Chirurgie und arbeitete als Prosektor am Anatomischen Theater, unter anderem mit Johann Nathanael Lieberkühn.

## Akademische Laufbahn
1760 nahm August Schaarschmidt einen Ruf an die neugegründete Universität Bützow an. Von 1760 bis 1763 bekleidete er zunächst eine außerordentliche Professur für Chirurgie und Hebammenkunst, von 1763 bis 1789 dann eine ordentliche Professur für Chirurgie und Geburtshilfe. Im Jahre 1764 erhielt Schaarschmidt an der Universität Bützow den Magister der freien Künste. 1772 wurde ihm der Titel eines Hofrats verliehen. 1776 errichtete er in Bützow eine Hebammenschule. Als die Universität Bützow 1789 aufgehoben und wieder mit der Universität Rostock vereinigt wurde, wurde Schaarschmidt nicht übernommen, sondern pensioniert.

## Werke
- Verzeichniß der Arzenei-Mittel zu allgemeinen Cur-Methode. Berlin: Voß 1773. Digitalisierte Ausgabe der Universitäts- und Landesbibliothek Düsseldorf
- Anatomische Tabellen. 1759